# Parasabella columbi
Parasabella columbi är en ringmaskart som först beskrevs av Kingberg 1867.  Parasabella columbi ingår i släktet Parasabella och familjen Sabellidae. Inga underarter finns listade i Catalogue of Life.